# Victor Obinna
Victor Nsofor Obinna (Jos, 25 de marzo de 1987) es un exfutbolista nigeriano. Jugaba de delantero.

## Trayectoria

### Enyimba
Obinna inició su carrera en los clubes nigerianos Plateau United y Kwara United. Posteriormente, en 2005 fichó por el Enyimba, equipo que en ese entonces era campeón de África. Sin llegar a jugar ningún partido oficial con su nuevo equipo, ese mismo año continuó realizando pruebas en diversos clubes italianos como el Inter de Milán, Perugia y la Juventus. Aunque terminó firmando por el Internacional de Porto Alegre, problemas de visado hicieron que el traspaso al club brasileño no se llevara a cabo. Tras ello, volvió al Enyimba para participar en la liga doméstica y la Liga de Campeones de la CAF.

### Chievo Verona
El club italiano Chievo Verona fichó a Obinna por tres años en julio de 2005. En su primera temporada, anotó 6 goles en 26 partidos, incluyendo un gol en su debut contra el Parma FC, al que vencieron por 1-0, el 11 de septiembre de 2005. 
En los primeros meses de la temporada 2006, Obinna fue suspendido para haber firmado un contrato tanto con Internacional y también con el Chievo en 2005. 
El 4 de octubre de 2007, Obinna estuvo implicado en un accidente de coche camino a casa después de entrenarse, él perdió la conciencia y fue ingresado al hospital. El accidente ocurrió aproximadamente a 100 metros de distancia de donde el jugador del Chievo Verona Jason Mayélé murió en un accidente de coche en 2002.

### Inter de Milán
En agosto de 2008 Obinna fue traspasado al Inter de Milán firmar un contrato de cuatro años, el club inglés Everton Football Club intentó inmediatamente firmarlo por el préstamo, pero era incapaz de asegurar un permiso de trabajo para el jugador.
David Suazo lo reemplazó hasta que este se marchó del club.

### Málaga CF
En agosto de 2009 es cedido al Málaga CF español, que milita en la Primera División española.
Marcó cuatro goles en la Primera División española, contra Xerez Club Deportivo en la jornada 6, Racing de Santander en la 22, Real Club Deportivo Espanyol en la 23 y Real Club Deportivo Mallorca en la 34. El club malacitano no contó con él, con lo que volvió al Inter.

### West Ham
El 27 de agosto de 2010, Obinna fichó por el West Ham United a préstamo por una temporada con la opción de un acuerdo permanente en 2011. Hizo su debut con el West Ham el 11 de septiembre en una derrota por 3-1 en casa ante el Chelsea. Marcó su primer gol con el West Ham en la victoria por 2-1 contra Sunderland en la tercera ronda de la Copa de la Liga en el Stadium of Light el 21 de septiembre de 2010. Marcó su primer gol en la liga en 3-1. victoria contra el Wigan Athletic el 27 de noviembre de 2010. Continuó en buena forma con cuatro asistencias en la victoria por 4-0 contra el Manchester United el 30 de noviembre de 2010, reservando automáticamente una primera semifinal de la Copa de la Liga en 20 años. Obinna fue expulsado durante la semifinal del West Ham, el partido de ida el 11 de enero de 2011 contra el Birmingham City por un desafío sin balón sobre Sebastian Larsson. El West Ham había concedido el empate minutos antes.
Al final de la temporada, terminó su préstamo y regresó a Inter.

### Lokomotiv Moscú
El 19 de junio de 2011, Obinna firmó un contrato de cuatro años con el Lokomotiv Moscú en una transferencia libre. Estuvo tres temporadas en el club y se fue a préstamo a Chievo Verona en 2013-14.

### Alemania
En 2015, se fue al MSV Duisburg, que jugaba en la Segunda División de Alemania. Un año después, jugó en la Bundesliga para el Darmstadt 98.

### Cape Town City
En septiembre de 2017, Obinna firmó por el Cape Town City de la Liga Premier de Sudáfrica. En el momento de la firma, el club estaba dirigido por el excompañero de equipo del West Ham, Benni McCarthy.
En 2019 anunció su retiro del fútbol

## Selección nacional
Hizo su estreno como internacional para Nigeria en la Copa Africana de Naciones 2006, anotando un tanto en tres partidos. Nigeria fue eliminada en las semifinales.
Posteriormente fue llamado para los Juegos Olímpicos de Pekín 2008.
En la Copa Africana de Naciones 2010 , anotó un gol en el partido del tercer y cuarto puesto, recibiendo el trofeo al mejor jugador de ese partido.
Obinna debutó en una copa del mundo en el Mundial de Sudáfrica de 2010, en el que jugó en los partidos de fase de grupos Argentina-Nigeria y Nigeria-Corea del Sur.

### Participaciones en Copas del Mundo
| Mundial                        | Sede      | Resultado    |
| ------------------------------ | --------- | ------------ |
| Copa Mundial de Fútbol de 2010 | Sudáfrica | Primera fase |

## Clubes
| Club            | País       | Año         |
| --------------- | ---------- | ----------- |
| Chievo Verona   | Italia     | 2005 - 2008 |
| Inter de Milán  | Italia     | 2008 - 2010 |
| Málaga C.F.     | España     | 2009 - 2010 |
| West Ham United | Inglaterra | 2010 - 2011 |
| Lokomotiv Moscú | Rusia      | 2011 - 2015 |
| Chievo Verona   | Italia     | 2013 - 2014 |
| MSV Duisburg    | Alemania   | 2015 - 2016 |
| SV Darmstadt 98 | Alemania   | 2016 - 2017 |
| Cape Town City  | Sudáfrica  | 2017 - 2018 |

## Palmarés

### Campeonatos nacionales
| Título              | Club           | País   | Año  |
| ------------------- | -------------- | ------ | ---- |
| Serie B             | Chievo Verona  | Italia | 2008 |
| Supercopa de Italia | Inter de Milán | Italia | 2008 |
| Serie A             | Inter de Milán | Italia | 2009 |
| Supercopa de Italia | Inter de Milán | Italia | 2010 |